# Exoprosopa italica
Exoprosopa italica är en tvåvingeart som först beskrevs av Rossi 1794.  Exoprosopa italica ingår i släktet Exoprosopa och familjen svävflugor.
Artens utbredningsområde är Italien. Inga underarter finns listade i Catalogue of Life.

## Bildgalleri

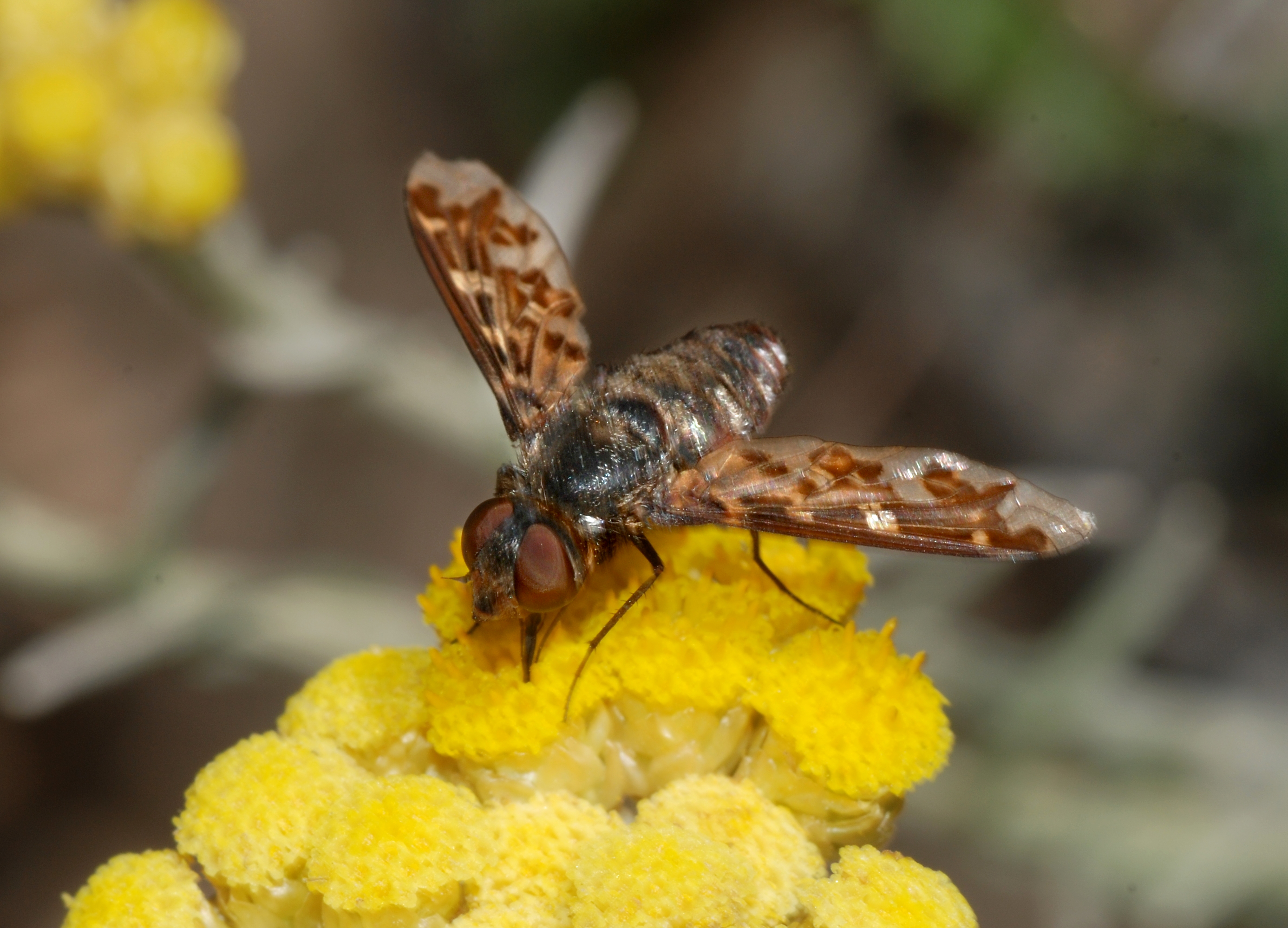